# Magnus Wislander
Hans Einar Magnus Wislander  (Gotemburgo, 22 de fevereiro de 1964) é um ex-handebolista sueco.
Apelidado de "Enguia", pela facilidade para driblar as defesas adversárias, Magnus Wislander foi eleito, em votação da Federação Internacional de Handebol (IHF), o melhor jogador do século XX.
Entrou para o Guinness como o maior artilheiro da historia do esporte, com uma média de 3 gols por partida. Pela seleção, marcou mais de mil gols.
Wislander estreou na seleção sueca em 1985 e se despediu em 2003 sem nunca ter conquistado o ouro olimpico, mas foi medalhista de prata em três oportunidades. No total marcou 1185 gols em 384 jogos. Foi bicampeão mundial pela seleção sueca (1990 e 1999) e tetracampeão Europeu de Seleções (1994, 1998, 2000 e 2002). Por clubes foi duas vezes campeão da Copa da Europa e heptacampeão da Liga Alemã.

## Clubes
- 1973–1979: Tuve IF
- 1979–1990: Redbergslids IK
- 1990–2002: THW Kiel
- 2002–2005, 2011: Redbergslids IK

## Conquistas

### Individuais
- Melhor jogador do mundo – 1990;
- Quatro vezes eleito para o "All-Star Team";
- Jogador do Século pela IHF – 1999.

### Por Clubes

#### Competições internacionais
- Finalista da Liga dos Campeões - 2000;
- Bicampeão da Copa da Europa - 1998, 2002.

#### Competitições nacionais
- Heptacampeão alemão: 1994, 1995, 1996, 1998, 1999, 2000, 2002
- Tricampeão Copa da Alemanha: 1998, 1999, 2000
- Bicampeão Supercopa da Allemanha: 1995, 1998
- Pentacampeão sueco: 1985, 1986, 1987, 1989, 2003

### Pela Seleção Sueca
- 5º lugar nos Jogos Olímpicos de Seul, em 1988;
- Campeão mundial na Tchecoslováquia, em 1990;
- Medalha de prata nos Jogos Olímpicos de Barcelona, em 1992;
- Terceiro colocado no Mundial da Suécia, em 1993;
- Campeão europeu em Portugal, 1994;
- Terceiro colocado no Mundial da Islândia, em 1995;
- Medalha de prata nos Jogos Olímpicos de Atlanta, em 1996;
- Vice-campeão Mundial no Japão, em 1997;
- Bicampeão europeu Itália, 1998;
- Bicampeão Mundial no Egito, em 1999;
- Medalha de prata nos Jogos Olímpicos de Sydney, em 2000;
- Tricampeão europeu Croácia, 2000;
- Tetracampeão europeu Suécia, 2002.